# 이마주쿠촌 (사이타마현)
이마주쿠촌(今宿村)은 사이타마현 히키군에 존재했던 촌이다.
촌 이름은 가마쿠라 가도(鎌倉街道)의 역참이 있던 데서 유래했다.

## 지리
- 현재의 하토야마정 남부에 위치하며 남쪽 경계를 오시베가와, 중앙부를 하토가와가 흐른다. 현재 사이타마현 도로 171호 다마가와 사카도선, 사이타마현 도로 343호 이와덴 이와이선이 교차하는 지점이다.

## 역사
- 1889년 4월 1일 - 정촌제 시행에 의해 히키군 이마주쿠촌이 성립하였다.
- 1955년 4월 15일 - 가메이촌과 합병해, 하토야마촌이 성립하여, 오아자 이마주쿠로 계승되었다.